# 宽库尔
宽库尔（法語：Coincourt，法語發音：[kwɛ̃kuʁ]）是法国默尔特-摩泽尔省的一个市镇，属于吕内维尔区。

## 地理
宽库尔（48°41'58"N, 6°36'43"E）面积7.99 平方千米，位于法国大東部大區默尔特-摩泽尔省，该省份为法国东北部内陆省份，是洛林的一部分，北邻比利时、卢森堡，北起顺时针与摩泽尔省、下莱茵省、孚日省和默兹省接壤。
与宽库尔接壤的市镇（或旧市镇、城区）包括：小伯藏日、蒙库尔、穆阿库尔、帕鲁瓦、小雷希库尔、克叙尔。

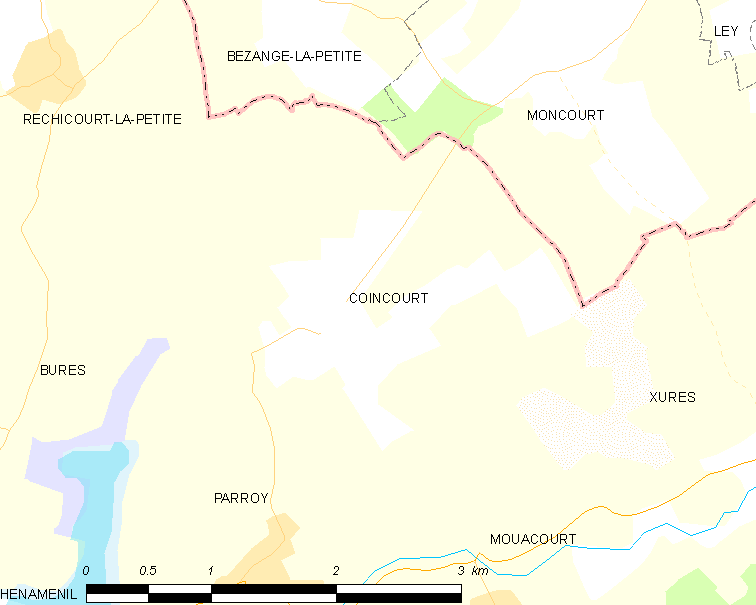
宽库尔的OSM定位图

宽库尔的时区为UTC+01:00、UTC+02:00（夏令时）。

## 行政
宽库尔的邮政编码为54370，INSEE市镇编码为54133。

## 政治
宽库尔所属的省级选区为巴卡拉县。

## 人口

1962-2008年间宽库尔人口变化图示

宽库尔于2022年1月1日时的人口数量为121人。